# Белафемина II (Катанцаро)
Белафемина II је насеље у Италији у округу Катанцаро, региону Калабрија.
Према процени из 2011. у насељу је живело 6 становника. Насеље се налази на надморској висини од 26 м.